# Index (motortaal)

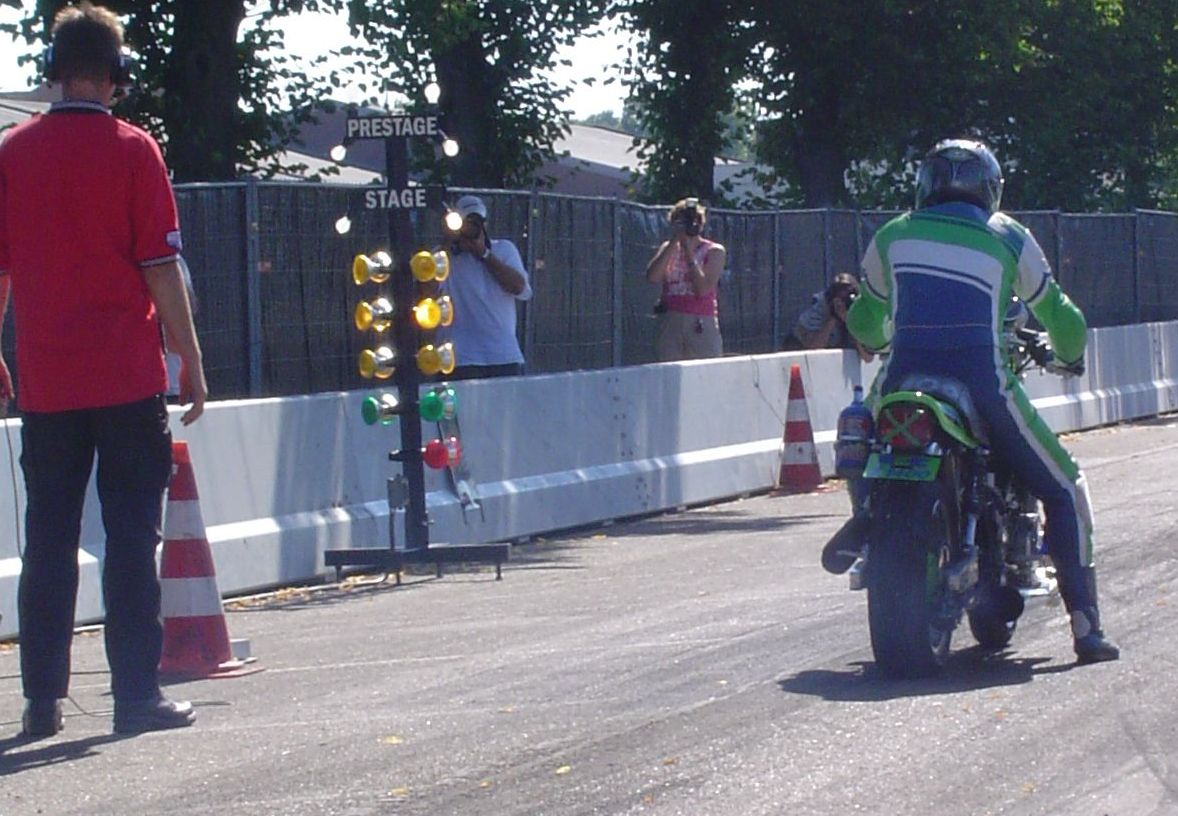
Motorfiets in de Ultimate Street Bike klasse. Om te winnen moet deze rijder zo snel mogelijk 1/4 mijl afleggen, maar niet sneller dan 10,9 seconden

De Index is de minimale tijdslimiet bij motorsprint of dragrace.
De index dient om snelle rijders ertoe te bewegen naar een hogere klasse door te schuiven en daardoor nieuwe rijders een kans te geven om te winnen en de wedstrijden spannender te maken. Bij sprint wordt de tijd onder de index niet geteld, bij dragrace wordt de tegenstander als winnaar aangewezen, tenzij deze een nog snellere tijd reed. In Nederland heeft alleen de Ultimate Street Bike-klasse (vanaf 1995) een index: 7 s op de 1/8 mijl en 10,9 s op de 1/4 mijl.
Indien een tijd onder de index gereden wordt spreekt men van een Breakout.
Hoewel het ook in deze sport om de beste tijd gaat, moet men toch minimaal de index halen. Bij een tijd sneller dan de index promoveert de rijder naar een hogere klasse, hetgeen niet altijd de bedoeling is.